# Louis Hachette

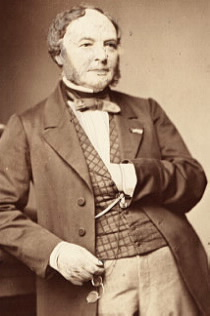
Louis Hachette

Louis Hachette (ur. 5 maja 1800 w Rethel, zm. 31 lipca 1864) – francuski wydawca.
Przez trzy lata studiował na École Normal Supérieure, ale został z niej wyrzucony za głośne wyrażanie swoich podglądów o Ludwiku XVIII. Niedługo potem zaczął studia prawnicze. W wieku 26 lat kupił małe wydawnictwo Librairie Brédif, zmieniając jego nazwę na Hachette. Wydawnictwo to istnieje do dziś (wydaje m.in. Paris Match i Photo).